# Dans les feux de la chute d'Alpha Condé
Pour plus de détails, voir Fiche technique et Distribution.
Dans les feux de la chute d'Alpha Condé est un film documentaire guinéen réalisé par Mamadou Saliou Bah, sorti en 2021 après la chute du président Alpha Condé, consécutive au coup d'État du 5 septembre 2021.
Le reportage a été diffusé pour la première fois par Espace TV, le 26 septembre 2021, vingt un jours après la prise du pouvoir par le CNRD.

## Synopsis
Apres 24 ans de pouvoir militaire, un homme donne de l'espoir, l'ancien prisonnier politique Alpha Condé est élu président en 2010.
Il reçoit des alertes de Kéléfa Sall (« La conduite de la nation doit nous réunir autour de l’essentiel. Ne nous entourons pas d’extrémistes, ils sont nuisibles à l’unité nationale. Évitez toujours les dérapages vers les chemins interdits en démocratie et en bonne gouvernance. Gardez-vous de succomber à la mélodie des sirènes révisionnistes. Car, si le peuple de Guinée vous a donné et renouvelé sa confiance, il demeure cependant légitimement vigilant »,) et des hommes qui protestent avec le mouvement du FNDC.
Le 5 septembre 2021, son « règne » s'arrête, renversé par un coup d'État, alors qu'il s'était maintenu au pouvoir à la suite d'une réforme constitutionnelle controversée.

## Fiche technique
- Titre original : Dans les feux de la chute d'Alpha Condé
- Réalisation et scénario : Mamadou Saliou Bah
- Images d'archives : RTG, Evasion TV Guinée et France 24.
- Images : Mohamed Bangoura, Alseny Camara, Aliou Bah, Facinet Steve Camara, Ibrahima Sory 5 Soumah
- Rapporteur : Mamoudou Boulléré Diallo
- Production : Hadafo Médias
- Pays d'origine :  Guinée
- Langue : français
- Genre : documentaire
- Durée : 52 minutes
- Dates de sortie : 26 septembre 2021